# Isla de Trinidad (Brasil)

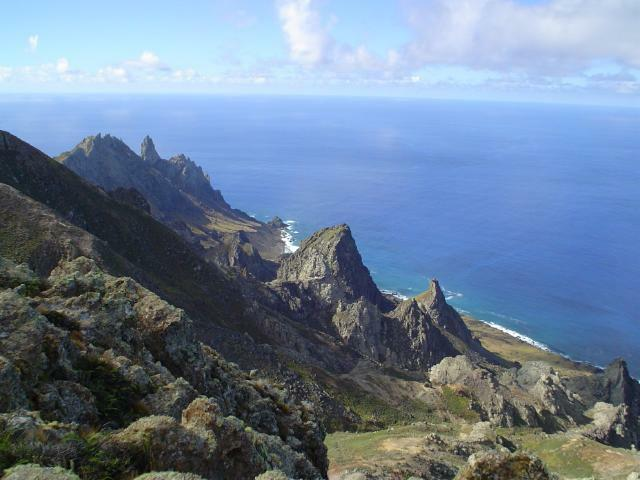
Vista de la isla.

La isla de Trinidad (en portugués: Ilha de Trindade) es una isla perteneciente al Brasil en las zonas cuasiecuatoriales del océano Atlántico, a aproximadamente 1150 kilómetros de las costas de América del Sur. Hasta fines del siglo XIX fue posesión del Reino Unido.
La isla de Trinidad es volcánica; junto con Martim Vaz forma parte del archipiélago de Trinidad y Martín Vaz estando comprendido en el municipio de Vitória dentro de la jurisdicción del estado del Espírito Santo.

## Geología
La isla brasileña de Trinidad tiene numerosos cráteres volcánicos, la actividad volcánica más reciente aconteció hace aproximadamente 50 mil años en el Volcán Paredão ubicado en el sudeste de la isla. Esta actividad consistió principalmente en un flujo piroclástico que acumuló un cono de cenizas.
En 2023 se descubrió plastipiedras de color verde y azul. Se convirtió así en la primera localización del planeta con este tipo de roca.

## Historia
La flota de Estêvão da Gama, con rumbo a la India, hacia la latitud de 20º S descubrió el 18 de mayo de 1502 una isla que llamó Ilha da Trindade.
Varios fueron los visitantes ilustres que la visitaron, siendo el más conocido el astrónomo inglés Edmund Halley, quien tomó posesión de la isla en nombre de la monarquía británica en el año 1700, de este modo Inglaterra primero, luego el ya constituido Reino de Gran Bretaña desde 1707 y el Reino Unido de Gran Bretaña e Irlanda desde 1801, edificaron importantes fortalezas en esta isla.
En 1895, tras varios periodos de ocupación británica, los esfuerzos diplomáticos de Brasil ayudado por Portugal lograron que el Reino Unido cediera definitivamente esta isla a Brasil. Esto fue ratificado pacíficamente el 24 de enero de 1897.
Si bien la isla carece de población permanente; desde 1948 existe el Puesto Oceanográfico de la isla de Trinidad (POIT), guarnecido por 32 hombres de la marina del Brasil, la mitad de los cuales son relevados semestralmente. Además de la guardia en ese territorio insular brasileño, ejecutan recolección de datos mareográficos y meteorológicos del Atlántico Sur.

## Medio ambiente
La investigación ambiental del ecosistema se encuentra a cargo del Museo Nacional Brasilero. Existen 124 especies de plantas de las cuales 11 son endémicas.